# Análogo solar

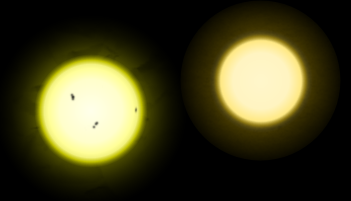
O Sol (à esquerda) comparado com a similar mas levemente menor e menos ativa Tau Ceti (à direita).

Estrelas do tipo solar, análogo solar e gêmeas solares são estrelas particularmente semelhantes ao Sol. A classificação estelar forma uma hierarquia, sendo a gêmea solar a mais parecida com o Sol, seguida pela análoga solar e, por fim, pela estrela do tipo solar. A observação dessas estrelas é importante para compreender melhor as propriedades do Sol em relação a outras estrelas e a habitabilidade de planetas.

## Por semelhança com o Sol
Definir as três categorias com base na semelhança com o Sol reflete a evolução das técnicas de observação astronômica. Originalmente, o tipo solar era o nível mais próximo de semelhança que se podia definir. Posteriormente, técnicas de medição mais precisas e observatórios aprimorados permitiram maior exatidão em detalhes-chave como a temperatura, possibilitando a criação da categoria de análogo solar para estrelas particularmente semelhantes ao Sol. Mais tarde, com avanços contínuos na precisão, surgiu a categoria de gêmea solar para correspondências quase perfeitas.[carece de fontes?]
A semelhança com o Sol permite verificar quantidades derivadas — como a temperatura, que é obtida a partir do índice de cor — em relação ao Sol, a única estrela cuja temperatura é conhecida com confiança. Para estrelas que não são semelhantes ao Sol, essa verificação cruzada não pode ser feita.

### Tipo Solar
Essas estrelas são amplamente semelhantes ao Sol. São estrelas da sequência principal com cor B−V entre 0,48 e 0,80, sendo que o Sol possui uma cor B−V de 0,65. Alternativamente, pode-se usar uma definição baseada no tipo espectral, como de F8V até K2V, o que corresponderia a uma cor B−V de 0,50 a 1,00. Essa definição abrange aproximadamente 10% das estrelas, portanto uma lista de estrelas do tipo solar seria bastante extensa.
Estrelas do tipo solar apresentam comportamento altamente correlacionado entre suas taxas de rotação e sua atividade cromosférica (por exemplo, emissão nas linhas de cálcio H & K) e atividade coronal (por exemplo, emissão de raios X) Como a velocidade de rotação de estrelas do tipo solar desaceleram durante suas vidas na sequência principal devido à ação de freio magnético, essas correlações permitem estimativas aproximadas de idade. Mamajek & Hillenbrand (2008) estimaram as idades de 108 estrelas do tipo solar (F8V–K2V) da sequência principal dentro de 52 anos-luz (16 parsecs) do Sol com base em sua atividade cromosférica (medida por meio das linhas de emissão Ca, H e K).[carece de fontes?]
A tabela a seguir mostra uma amostra de estrelas do tipo solar dentro de 50 anos-luz que quase satisfazem os critérios para análogas solares (cor B−V entre 0,48 e 0,80), com base em medições atuais (o Sol está listado para comparação):
| Identificador    | Coordenadas J2000 | Coordenadas J2000 | Distância (anos-luz) | Classe estelar | Temperatura (K) | Metalicidade (dex) | Idade (Bilhão de anos) | Notas                     |
| Identificador    | Ascensão reta     | Declinação        | Distância (anos-luz) | Classe estelar | Temperatura (K) | Metalicidade (dex) | Idade (Bilhão de anos) | Notas                     |
| ---------------- | ----------------- | ----------------- | -------------------- | -------------- | --------------- | ------------------ | ---------------------- | ------------------------- |
| Sol              | —                 | —                 | 0.0000158            | G2V            | 5778            | +0.00              | 4.6                    | [ 7 ]                     |
| Alpha Centauri A | 15h 49m 36.49400s | −60° 50′ 02.3737″ | 4.37                 | G2V            | 5790            | +0.20              | 4.4                    | [ 8 ] [ 9 ] [ 10 ] [ 11 ] |
| Toliman          |                   |                   | 4.37                 | K0V            | 5260            |                    | 4.4                    |                           |
| Epsilon Eridani  | -09h 27m 29.7s    | 03° 32′ 55.8″     | 10.4                 | K2V            | 5084            | -0.13              | 0.4–0.8                |                           |
| Tau Ceti         | 01h 44m 04.1s     | −15° 56′ 15″      | 11.9                 | G8V            | 5344            | –0.52              | 5.8                    | [ 12 ]                    |
| 82 Eridani       | 03h 19m 55.7s     | −43° 04′ 11.2″    | 19.8                 | G8V            | 5338            | –0.54              | 6.1                    | [ 13 ]                    |
| Delta Pavonis    | 20h 08m 43.6s     | −66° 10′ 55″      | 19.9                 | G8IV           | 5604            | +0.33              | ~7                     | [ 14 ]                    |
| V538 Aurigae     | 05h 41m 20.3s     | +53° 28′ 51.8″    | 39.9                 | K1V            | 5257            | −0.20              | 3.7                    | [ 13 ]                    |
| HD 14412         | 02h 18m 58.5s     | −25° 56′ 45″      | 41.3                 | G5V            | 5432            | −0.46              | 9.6                    | [ 13 ]                    |
| HR 4587          | 12h 00m 44.3s     | −10° 26′ 45.7″    | 42.1                 | G8IV           | 5538            | +0.18              | 8.5                    | [ 13 ]                    |
| HD 172051        | 18h 38m 53.4s     | −21° 03′ 07″      | 42.7                 | G5V            | 5610            | −0.32              | 4.3                    | [ 13 ]                    |
| 72 Herculis      | 17h 20m 39.6s     | +32° 28′ 04″      | 46.9                 | G0V            | 5662            | −0.37              | 5                      | [ 13 ]                    |
| HD 196761        | 20h 40m 11.8s     | −23° 46′ 26″      | 46.9                 | G8V            | 5415            | −0.31              | 6.6                    | [ 14 ]                    |
| Nu² Lupi         | 15h 21m 48.1s     | −48° 19′ 03″      | 47.5                 | G4V            | 5664            | −0.34              | 10.3                   | [ 14 ]                    |

### Análogo Solar
Essas estrelas são fotometricamente semelhantes ao Sol, possuindo as seguintes qualidades:
- Temperatura dentro de 500 K da do Sol (5278 a 6278 K)
- Metalicidade de 50–200% (± 0,3 (expoente decimal)) da do Sol, significando que o disco protoplanetário da estrela teria tido quantidades semelhantes de poeira a partir da qual planetas poderiam se formar

- Nenhum companheiro próximo (período orbital de dez dias ou menos), pois tal companheiro estimula a atividade estelar

Tabela de análogos solares que não atendem aos critérios mais rigorosos de gêmeo solar, dentro de 50 anos-luz e em ordem crescente de distância (O Sol está listado para comparação.):
| Identificador          | Coordenadas J2000 | Coordenadas J2000 | Distância (anos-luz) | Classe estelar | Temperatura (K) | Metalicidade (dex) | Idade (Bilhão de anos) | Notas  |
| Identificador          | Ascensão reta     | Declinação        | Distância (anos-luz) | Classe estelar | Temperatura (K) | Metalicidade (dex) | Idade (Bilhão de anos) | Notas  |
| ---------------------- | ----------------- | ----------------- | -------------------- | -------------- | --------------- | ------------------ | ---------------------- | ------ |
| Sol                    | —                 | —                 | 0.0000158            | G2V            | 5.778           | +0,00              | 4,6                    | [ 7 ]  |
| Sigma Draconis         | 19h 32m 21.6s     | +69° 39′ 40″      | 18,8                 | G9–K0 V        | 5.297           | −0,20              | 4,7                    | [ 15 ] |
| Beta Canum Venaticorum | 12h 33m 44.5s     | +41° 21′ 27″      | 27,4                 | G0V            | 5.930           | −0,30              | 6,0                    | [ 13 ] |
| 61 Virginis            | 13h 18m 24.3s     | −18° 18′ 40″      | 27,8                 | G5V            | 5.558           | −0,02              | 6,3                    | [ 14 ] |
| Zeta Tucanae           | 00h 20m 04.3s     | –64° 52′ 29″      | 28,0                 | F9.5V          | 5.956           | −0,14              | 2,5                    | [ 12 ] |
| Beta Comae Berenices   | 13h 11m 52.4s     | +27° 52′ 41″      | 29,8                 | G0V            | 5.970           | −0,06              | 2,0                    | [ 13 ] |
| 61 Ursae Majoris       | 11h 41m 03.0s     | +34° 12′ 06″      | 31,1                 | G8V            | 5.483           | −0,12              | 1,0                    | [ 13 ] |
| HR 511                 | 01h 47m 44.8s     | +63° 51′ 09″      | 32,8                 | K0V            | 5.333           | +0,05              | 3,0                    | [ 13 ] |
| Alpha Mensae           | 06h 10m 14.5s     | –74° 45′ 11″      | 33,1                 | G5V            | 5.594           | +0,10              | 5,4                    | [ 12 ] |
| HD 69830               | 08h 18m 23.9s     | −12° 37′ 56″      | 40,6                 | K0V            | 5.410           | −0,03              | 10,6                   | [ 12 ] |
| HD 10307               | 01h 41m 47.1s     | +42° 36′ 48″      | 41,2                 | G1.5V          | 5.848           | −0,05              | 7,0                    | [ 13 ] |
| HD 147513              | 16h 24m 01.3s     | −39° 11′ 35″      | 42,0                 | G1V            | 5.858           | +0,03              | 0,4                    | [ 14 ] |
| 58 Eridani             | 04h 47m 36.3s     | −16° 56′ 04″      | 43,3                 | G3V            | 5.868           | +0,02              | 0,6                    | [ 12 ] |
| 47 Ursae Majoris       | 10h 59m 28.0s     | +40° 25′ 49″      | 45,9                 | G1V            | 5.954           | +0,06              | 6,0                    | [ 12 ] |
| Psi Serpentis          | 15h 44m 01.8s     | +02° 30′ 54.6″    | 47,8                 | G5V            | 5.683           | 0,04               | 3,2                    | [ 16 ] |
| HD 84117               | 09h 42m 14.4s     | –23° 54′ 56″      | 48,5                 | F8V            | 6.167           | −0,03              | 3,1                    | [ 12 ] |
| HD 4391                | 00h 45m 45.6s     | –47° 33′ 07″      | 48,6                 | G3V            | 5.878           | −0,03              | 1,2                    | [ 12 ] |
| 20 Leonis Minoris      | 10h 01m 00.7s     | +31° 55′ 25″      | 49,1                 | G3V            | 5.741           | +0,20              | 6,5                    | [ 13 ] |
| Nu Phoenicis           | 01h 15m 11.1s     | –45° 31′ 54″      | 49,3                 | F8V            | 6.140           | +0,18              | 5,7                    | [ 12 ] |
| 51 Pegasi              | 22h 57m 28.0s     | +20° 46′ 08″      | 50,9                 | G2.5IVa        | 5.804           | +0,20              | 7,0                    | [ 12 ] |

### Gêmeo Solar
Até hoje, nenhum gêmeo solar que corresponda exatamente ao Sol foi encontrado. No entanto, existem algumas estrelas que chegam muito perto de serem idênticas ao Sol, e por isso são consideradas gêmeas solares por membros da comunidade astronômica. Um gêmeo solar exato seria uma estrela G2V com temperatura superficial de 5.778 K, idade de 4,6 bilhões de anos, metalicidade correta e variação de 0,1% na luminosidade solar. Estrelas com idade de 4,6 bilhões de anos estão em seu estado mais estável. Metalicidade adequada, raio, composição química, rotação, atividade magnética e tamanho também são muito importantes para manter baixa variação de luminosidade. 

Classificação espectral Morgan-Keenan das estrelas. O tipo de estrela mais comum no universo são as anãs M, 76%. O Sol é uma estrela de classe G (G2V) com 4,6 bilhões de anos e é mais massiva que 95% de todas as estrelas. Apenas 7,6% são estrelas de classe G

As estrelas abaixo são mais semelhantes ao Sol e possuem as seguintes qualidades:
- Temperatura dentro de 50 K da do Sol (5728 a 5828 K)[a] (dentro de 10 K do Sol (5768–5788 K)).

- Metalicidade entre 89–112% (± 0.05 (expoente decimal)) da do Sol, o que significa que o disco protoplanetário da estrela teria quase exatamente a mesma quantidade de poeira para formação planetária

- Sem companheiro estelar, pois o Sol é uma estrela solitária

- Idade dentro de 1 bilhão de anos da do Sol (3,6 a 5,6 bilhões de anos)

Outros parâmetros solares:
- O Sol gira em torno de seu eixo aproximadamente a cada 27 dias ou 1.997 quilômetros por segundo (1.241 mi/s)

- O raio do Sol é de 700.000 quilômetros (434.960 mi)

- Composição química do Sol por massa: hidrogênio (73,4%); hélio (25%); carbono (0,2%); nitrogênio (0,09%); oxigênio (0,80%); neônio (0,16%); magnésio (0,06%); silício (0,09%); enxofre (0,05%); ferro (0,003%).[23]

A seguir estão as estrelas conhecidas que mais se aproximam dos critérios para um gêmeo solar. O Sol está listado para comparação. As caixas destacadas estão fora da faixa para um gêmeo solar. A estrela pode ter sido considerada gêmeo solar no passado, mas hoje é vista mais como um análogo solar.
| Identificador | Coordenadas J2000 | Coordenadas J2000 | Distância (anos-luz) | Classe estelar | Temperatura (K) | Metalicidade (dex) | Idade (Bilhão de anos) | Notas         |
| Identificador | Ascensão reta     | Declinação        | Distância (anos-luz) | Classe estelar | Temperatura (K) | Metalicidade (dex) | Idade (Bilhão de anos) | Notas         |
| ------------- | ----------------- | ----------------- | -------------------- | -------------- | --------------- | ------------------ | ---------------------- | ------------- |
| Sol           | —                 | —                 | 0.0000158            | G2V            | 5.778           | +0.00              | 4.6                    | [ 7 ]         |
| 18 Scorpii    | 16h 15m 37.3s     | –08° 22′ 06″      | 45.1                 | G2Va           | 5.433           | −0.03              | 2.9                    | [ 24 ] [ 25 ] |
| HD 150248     | 16h 41m 49.8s     | –45° 22′ 07″      | 88                   | G2             | 5.750           | −0.04              | 6.2                    | [ 25 ]        |
| HD 164595     | 18h 00m 38.9s     | +29° 34′ 19″      | 91                   | G2             | 5.810           | −0.06              | 4.5                    | [ 25 ]        |
| HD 195034     | 20h 28m 11.8s     | +22° 07′ 44″      | 92                   | G5             | 5.760           | −0.04              | 2.9                    | [ 26 ]        |
| HD 117939     | 13h 34m 32.6s     | –38° 54′ 26″      | 98                   | G3             | 5.730           | −0.10              | 6.1                    | [ 25 ]        |
| HD 138573     | 15h 32m 43.7s     | +10° 58′ 06″      | 99                   | G5IV–V         | 5.757           | +0.00              | 7.1                    | [ 27 ]        |
| HD 71334      | 08h 25m 49.5s     | −29° 55′ 50″      | 124                  | G2             | 5.701           | −0.075             | 8.1                    | [ 28 ]        |
| HD 98649      | 11h 20m 51.769s   | –23° 13′ 02″      | 135                  | G4V            | 5.759           | −0.02              | 2.3                    | [ 25 ]        |
| HD 143436     | 16h 00m 18.8s     | +00° 08′ 13″      | 141                  | G0             | 5.768           | +0.00              | 3.8 (±2.9)             | [ 29 ]        |
| HD 129357     | 14h 41m 22.4s     | +29° 03′ 32″      | 154                  | G2V            | 5.749           | −0.02              | 8.2                    | [ 29 ]        |
| HD 133600     | 15h 05m 13.2s     | +06° 17′ 24″      | 171                  | G0             | 5.808           | +0.02              | 6.3                    | [ 24 ]        |
| HD 186302     | 19h 49m 6.43s     | –70° 11′ 16.7″    | 184                  | G3             | 5.675           | +0.00              | 4.5                    | [ 30 ]        |
| HIP 11915     | 02h 33m 49.02s    | –19° 36′ 42.5″    | 190                  | G5V            | 5.760           | –0.059             | 4.1                    | [ 31 ]        |
| HD 101364     | 11h 40m 28.5s     | +69° 00′ 31″      | 208                  | G5V            | 5.795           | +0.02              | 7.1                    | [ 24 ] [ 32 ] |
| HD 197027     | 20h 41m 54.6s     | –27° 12′ 57″      | 250                  | G3V            | 5.723           | −0.013             | 8.2                    | [ 33 ]        |
| Kepler-452    | 19h 44m 00.89s    | +44° 16′ 39.2″    | 1400                 | G2V            | 5.757           | +0.21              | 6.0                    | [ 34 ]        |
| YBP 1194      | 08h 51m 00.8s     | +11° 48′ 53″      | 2934                 | G5V            | 5.780           | +0.023             | ~ 4.2 (± 1.6)          | [ 35 ]        |

Algumas outras estrelas são às vezes mencionadas como candidatas a gêmeas solares, como: Beta Canum Venaticorum; no entanto, ela possui metalicidade muito baixa (−0,21) para ser considerada uma gêmea solar. 16 Cygni B é às vezes apontada como gêmea, mas faz parte de um sistema estelar triplo e é muito antiga para uma gêmea solar, com 6,8 bilhões de anos.

## Por potencial de habitabilidade
Outra forma de definir uma gêmea solar é como uma "habstar"—uma estrela com qualidades consideradas particularmente hospitaleiras para um planeta capaz de abrigar vida. As qualidades consideradas incluem variabilidade, massa, idade, metalicidade e companheiros próximos.
- Pelo menos 0,5–1 bilhão de anos de idade
- Na sequência principal
- Não variável
- Capaz de abrigar planetas terrestres
- Suportar uma zona habitável dinamicamente estável
- 0–1 estrelas companheiras não amplamente separadas

A exigência de que a estrela permaneça na sequência principal por pelo menos 0,5–1 bilhão de anos estabelece um limite superior de aproximadamente 2,2–3,4 massas solares, correspondendo a um tipo espectral mais quente de A0–B7V. Tais estrelas podem ser 100 vezes mais brilhantes que o Sol. Vida semelhante ao tardígrado (devido ao fluxo de UV) poderia potencialmente sobreviver em planetas orbitando estrelas tão quentes quanto B1V, com massa de 10 M☉ e temperatura de 25.000 K, com uma vida útil na sequência principal de cerca de 20 milhões de anos.
A não variabilidade é idealmente definida como variabilidade inferior a 1%, mas 3% é o limite prático devido às limitações dos dados disponíveis. A variação na irradiância na zona habitável de uma estrela devido a uma estrela companheira com órbita excêntrica também é uma preocupação.
Planetas terrestres em sistemas estelares múltiplos, aqueles contendo três ou mais estrelas, provavelmente não terão órbitas estáveis a longo prazo. Órbitas estáveis em sistemas binários assumem uma de duas formas: órbitas do tipo S (satélite ou circumstelar) ao redor de uma das estrelas, e órbitas do tipo P (planetária ou circumbinária) ao redor do par binário inteiro. Júpiter excêntricos também podem perturbar as órbitas de planetas em zonas habitáveis.
Metalicidade de pelo menos 40% da solar ([Fe/H] = −0,4) é necessária para a formação de um planeta terrestre semelhante à Terra. Alta metalicidade está fortemente correlacionada à formação de Júpiter quentes, mas estes não são barreiras absolutas à vida, já que alguns gigantes gasosos acabam orbitando dentro da zona habitável e poderiam potencialmente abrigar luas semelhantes à Terra.
Um exemplo de tal estrela é HD 70642, uma G5V, com temperatura de 5.533 K, mas é muito mais jovem que o Sol, com 1,9 bilhão de anos.
Outro exemplo seria HIP 11915, que possui um sistema planetário contendo um planeta semelhante a Júpiter orbitando a uma distância semelhante à do planeta Júpiter no Sistema Solar. Para reforçar as semelhanças, a estrela é do tipo G5V, tem temperatura de 5750 K, possui massa e raio semelhantes ao do Sol, e é apenas 500 milhões de anos mais jovem que o Sol. Assim, a zona habitável se estenderia na mesma área que a zona no Sistema Solar, em torno de 1 UA. Isso permitiria a existência de um planeta semelhante à Terra em torno de 1 UA.